# Eclipta
Eclipta es un género de plantas fanerógamas perteneciente a la familia de las asteráceas. Comprende 66 especies descritas y de estas, solo 9 aceptadas. Se distribuye desde el sur de los estados Unidos hasta Sudamérica.

## Descripción
Son hierbas anuales o perennes, que alcanzan un tamaño de hasta de 1 m de alto pero frecuentemente mucho menos, raíz axonomorfa, base rizomatosa, estrigosas. Hojas opuestas, elípticas a lanceoladas, hasta 7 cm de largo, atenuadas en una base pecioliforme, escabrosas. Capitulescencias de capítulos solitarios en pedúnculos cortos, estrigosos, axilares y terminales; capítulos inconspicuamente radiados, 3–4 mm de largo; filarias 8–9, débilmente en 2–3 series, estriadas, estrigosas; involucros cilíndricos a campanulados; receptáculos planos; flósculos del radio 50 o más por capítulo, fértiles, inconspicuos, las lígulas 1–2 mm de largo y 0.3 mm de ancho, blancas; páleas muy delgadas, cerdiformes, 2–3 mm de largo, glabras abaxialmente, dilatadas y estrigosas adaxialmente, persistentes en el receptáculo luego de la caída de los aquenios; flósculos del disco menos numerosos, perfectos y fértiles, las corolas 1–1.5 mm de largo, blancas; anteras con punta espatulada, incurvada, subauriculadas en la base, negras; ramas del estilo planas, con apéndices cortos, obtusos y pilosos. Aquenios de 2 mm de largo, escasamente 4-angulados, los ángulos marginales suberoso-endurecidos, caras gruesamente tuberculadas; vilano muy reducido, una corona bidentada, cerdoso-marginada.

## Taxonomía
El género fue descrito por Carlos Linneo y publicado en  Mantissa Plantarum 2: 157, 286, [~sic~ 159]. 1771. La especie tipo es Eclipta erecta L. 	= Eclipta prostrata (L.) L.
Etimología
Eclipta: nombre genérico que deriva del griego ekleipo y que significa "deficiente",  en referencia a la ausencia de un vilano.

## Especies aceptadas
A continuación se brinda un listado de las especies del género Eclipta aceptadas hasta julio de 2012, ordenadas alfabéticamente. Para cada una se indica el nombre binomial seguido del autor, abreviado según las convenciones y usos.
- Eclipta alatocarpa Melville
- Eclipta elliptica DC.
- Eclipta leiocarpa Cuatrec.
- Eclipta megapotamica (Spreng.) Sch.Bip. ex S.F.Blake
- Eclipta paludicola Steud.
- Eclipta platyglossa F.Muell.
- Eclipta prostrata (L.) L.
- Eclipta punctata Jacq.
- Eclipta pusilla M.E.Jones